# أبو فراس السوري
رضوان ناموس (1950 - 3 أبريل 2016)، والمعروف أيضًا باسمه الحركي أبو فراس السوري، كان قياديًا في جبهة النصرة التابعة لتنظيم القاعدة، وعمل كمتحدث رسمي باسم الجبهة.

## نشأته
ولد السوري عام 1950 في بلدة مضايا السورية قرب دمشق، والتحق بالجيش السوري وحصل على رتبة ملازم لكنه فُصِلَ من الجيش بسبب ميوله الإسلامية عام 1979.
ثم التحق بجماعة الإخوان المسلمين في سوريا، وكان مُدرّبًا عسكريًا في طلائع جماعة الإخوان المسلمين خلال الانتفاضة الإسلامية في سوريا ضد نظام حافظ الأسد بين عامي 1979 و1980.
سافر السوري إلى أفغانستان، والتقى بعبد الله عزام وأسامة بن لادن. ثم ساعد بن لادن والجهاديين الباكستانيين على تأسيس منظمة لشكر طيبة.
بعد هجمات 11 سبتمبر ساعد السوري أُسر عناصر القاعدة على الهروب من أفغانستان. ومن عام 2003 إلى 2013 كان في اليمن، حتى اندلع الخلاف بين جبهة النصرة ودولة العراق الإسلامية والشام فذهب إلى سوريا.

## في سوريا
بسبب الاقتتال الداخلي بين الجماعات الجهادية في سوريا، أرسل كبار قادة القاعدة أبا فراس السوري إلى سوريا ليشارك في جهود الوساطة بين جبهة النصرة وتنظيم الدولة الإسلامية.
في مارس 2014 ظهر السوري في فيديو لجبهة النصرة يهاجم فيه تنظيم الدولة الإسلامية، وأصبح المتحدث باسم النصرة في كثير من الأحداث مثل اختطاف مجموعة من قوات حفظ السلام التابعة للأمم المتحدة في عام 2014، وفي يوليو 2014 نُشِرَ تسريب تسجيل صوتي للسوري مع مقاتلي جبهة النصرة وهو يدعو أبو محمد الجولاني أمير جبهة النصرة إلى تأسيس إمارة إسلامية في سوريا. وفي مقطع فيديو نشرته النصرة في 8 أغسطس 2014 قال السوري أن النصرة ستعلن الإمارة في سوريا فقط بعد التشاور مع الفصائل الأخرى.
انتقد السوري أحرار الشام في موالاتهم لغير المسلمين في الحرب، واعتبر السوري أن موافقة أحرار الشام على ميثاق العهد الثوري في مايو 2014 يُعد ميلًا إلى القومية، وبعدها نُشرت صورة تضم أبو خالد السوري وحسان عبود من أحرار الشام وأبو فراس السوري.
نُشرت له عدة مقالات في تلك الفترة ونُشرت في مجلة الحزب الإسلامي التركستاني.

## وفاته
في 3 أبريل 2016 قُتل أبو فراس السوري عن عمر يناهز 65 سنة، وابنه و20 مقاتلاً آخرًا من جبهة النصرة في غارة جوية أمريكية على محافظة إدلب السورية.
وقدّم زعيم الشيخ عبد الرزاق المهدي قاضي هيئة تحرير الشام تعازيه على وفاة أبي فراس. نشرت جبهة النصرة سيرته. 